# South Windsor
South Windsor és una població dels Estats Units a l'estat de Connecticut. Segons el cens del 2005 tenia 25.985 habitants.

## Demografia
Segons el cens del 2000, South Windsor tenia 24.412 habitants, 8.905 habitatges, i 6.767 famílies. La densitat de població era de 337,1 habitants/km².
Dels 8.905 habitatges en un 38,5% hi vivien nens de menys de 18 anys, en un 65,7% hi vivien parelles casades, en un 7,5% dones solteres, i en un 24% no eren unitats familiars. En el 19,8% dels habitatges hi vivien persones soles el 6,9% de les quals corresponia a persones de 65 anys o més que vivien soles. El nombre mitjà de persones vivint en cada habitatge era de 2,72 i el nombre mitjà de persones que vivien en cada família era de 3,16.
Per edats la població es repartia de la següent manera: un 27,4% tenia menys de 18 anys, un 5% entre 18 i 24, un 29,7% entre 25 i 44, un 26% de 45 a 60 i un 11,9% 65 anys o més.
L'edat mediana era de 39 anys. Per cada 100 dones de 18 o més anys hi havia 88,7 homes.
La renda mediana per habitatge era de 73.990 $ i la renda mediana per família de 82.807 $. Els homes tenien una renda mediana de 55.703 $ mentre que les dones 38.665 $. La renda per capita de la població era de 30.966 $. Aproximadament l'1,5% de les famílies i l'1,8% de la població estaven per davall del llindar de pobresa.